# Olenecamptus timorensis
Olenecamptus timorensis là một loài bọ cánh cứng trong họ Cerambycidae.